# Corona Arch Trail
Le Corona Arch Trail est un sentier de randonnée américain situé dans le comté de Grand, dans l'Utah. Il est classé National Recreation Trail depuis le 30 mai 2018.